# Inlandsis
Ne doit pas être confondu avec Calotte polaire, Calotte glaciaire ou Champ de glace.

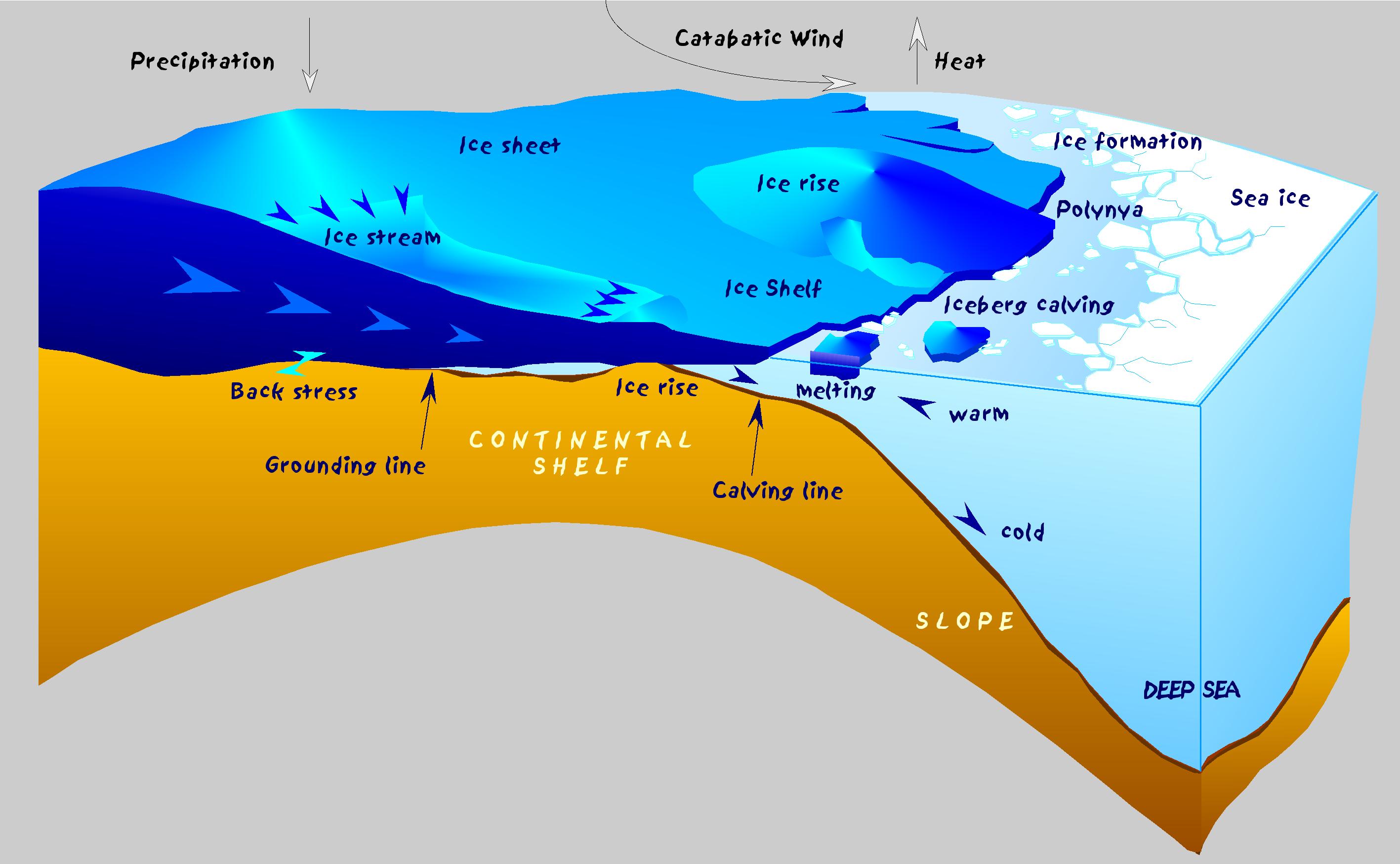
Schéma représentant les principaux types de glace présents aux pôles : de l'inlandsis (en) à l'iceberg.

Vue aérienne de la bordure orientale de l'inlandsis du Groenland produisant des courants glaciaires se déversant dans des fjords.

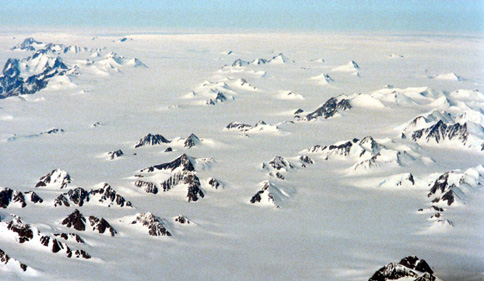
Nunataks dépassant de l'inlandsis du Groenland sur la côte orientale de l'île.

Un inlandsis ([inlɑ̃dsis] ou [-land-]) est une très grande étendue de glace recouvrant un continent et pouvant atteindre plusieurs milliers de mètres d'épaisseur. Il peut se prolonger à la surface de la mer en formant des plateformes de glace. Certains auteurs ont défini une limite à 50 000 km2 au delà de laquelle on peut parler d'inlandsis. Sur Terre, il n'existe donc que deux inlandsis de nos jours : l'inlandsis de l'Antarctique, le plus étendu, et l'inlandsis du Groenland. Lorsqu'un inlandsis se trouve à un pôle, on parle de calotte polaire bien que ce terme puisse aussi être employé abusivement lorsque l'inlandsis se trouve ailleurs qu'à un pôle.
Le terme inlandsis est d'origine scandinave. La forme inlandsis est suédoise et signifie littéralement « glace [is] de l'intérieur des terres [inland] » ou « glace de l'arrière-pays ».

## Caractéristiques
La formation des inlandsis repose sur le même principe que celle des glaciers : une accumulation de neige résultant d'une fonte insuffisante provoque un tassement de la neige qui expulse l'air qu'elle renferme et se transforme en glace. Cette glace est suffisamment plastique pour se déformer selon la gravité ou son propre poids. Dans le cas des inlandsis, c'est le propre poids de la glace qui provoque son déplacement par fluage, la pente à l'échelle d'un continent ou d'une grande île étant trop faible pour provoquer un écoulement gravitaire. Un équilibre entre apport de neige, poids de la glace et ablation de neige (sublimation, fonte, production d'icebergs) s'effectue alors et la masse de glace stabilise son épaisseur et son étendue. Un inlandsis se maintient plus par une faible ablation que par un fort apport de neige.
Une coupe en profil d'un inlandsis permet de distinguer plusieurs caractéristiques :
- une surface convexe : les bords d'un inlandsis sont pentus et son centre est formé de plusieurs dômes très peu marqués qui donnent l'apparence d'un immense plateau ;
- une couche de glace très épaisse, en général 2 000 mètres d'épaisseur, et pouvant atteindre 4 000 mètres d'épaisseur ;
- un substrat rocheux pouvant se trouver sous le niveau de la mer ;
- un débordement sur la mer (mer de Ross et mer de Weddell en Antarctique) ;
- un front glaciaire pouvant faire le tour de l'inlandsis et produisant de nombreuses digitations et lobes glaciaires ;
- une production d'icebergs : tabulaires lorsqu'ils proviennent de la dislocation de l'inlandsis flottant, sans forme particulière lorsqu'ils proviennent des digitations et des lobes glaciaires ;
- une absence de relief émergeant, à l'exception des nunataks.

## Glaciations et inlandsis disparus

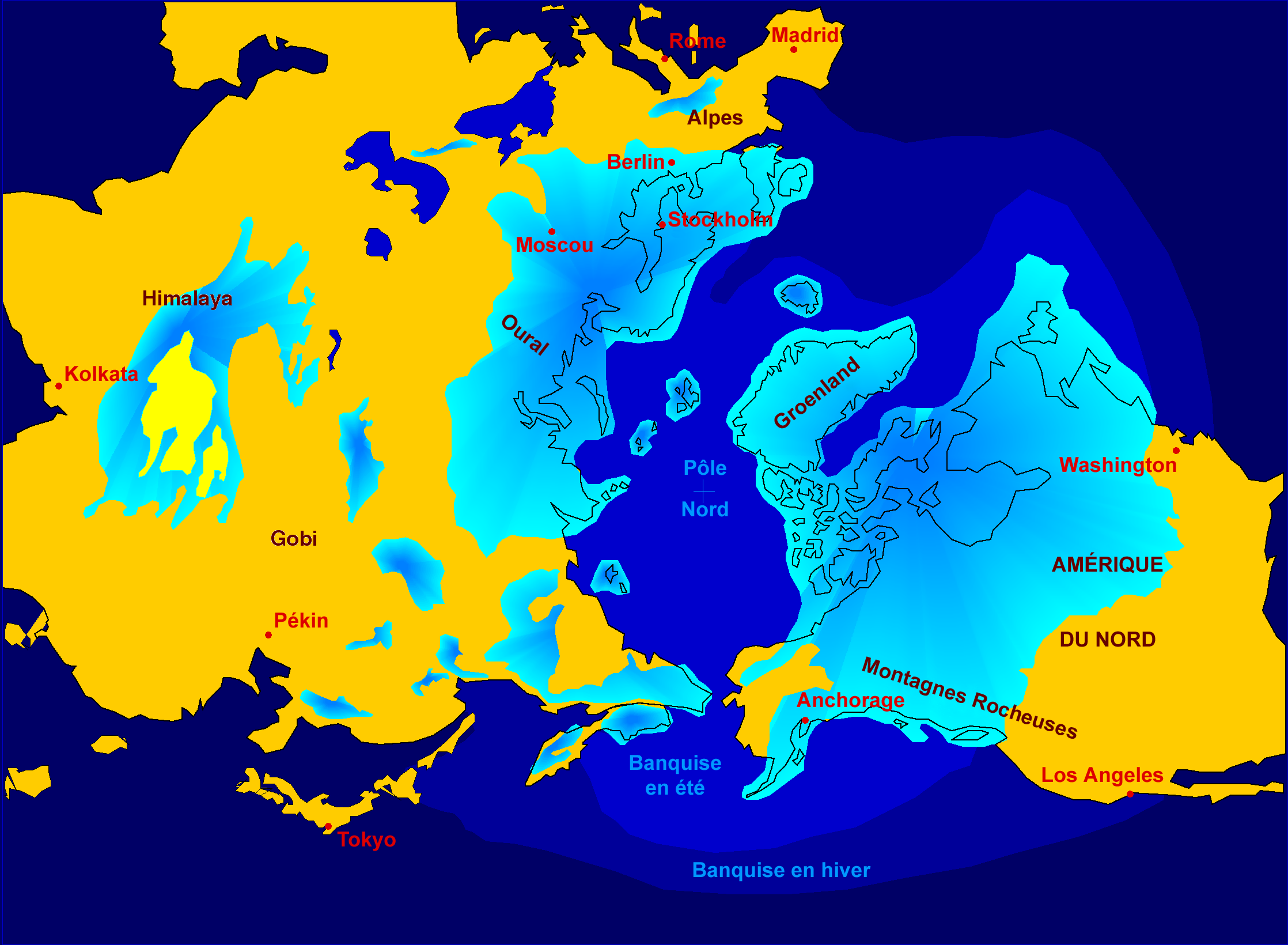
Étendue des calottes et inlandsis dans l'hémisphère nord au maximum de la dernière glaciation.

Lors de chaque période de glaciation, les inlandsis actuels étaient plus étendus et certains occupaient des portions entières de continents.
En plus du Groenland et de l'Antarctique dont les inlandsis étaient plus étendus qu'actuellement, deux autres grands inlandsis existaient au pléistocène et ont aujourd'hui disparu :
- l'inlandsis nord-américain qui couvrait une grande partie de l'Amérique du Nord et peut être divisée en l'inlandsis laurentidien (ou calotte laurentide) et l'inlandsis de la Cordillère[4] ;
- l'inlandsis eurasien qui peut être divisée en l'inlandsis des îles Britanniques (ou calotte anglo-irlandaise), l'inlandsis fennoscandien et l'inlandis de Barents-Kara[5].

## Inlandsis du Groenland

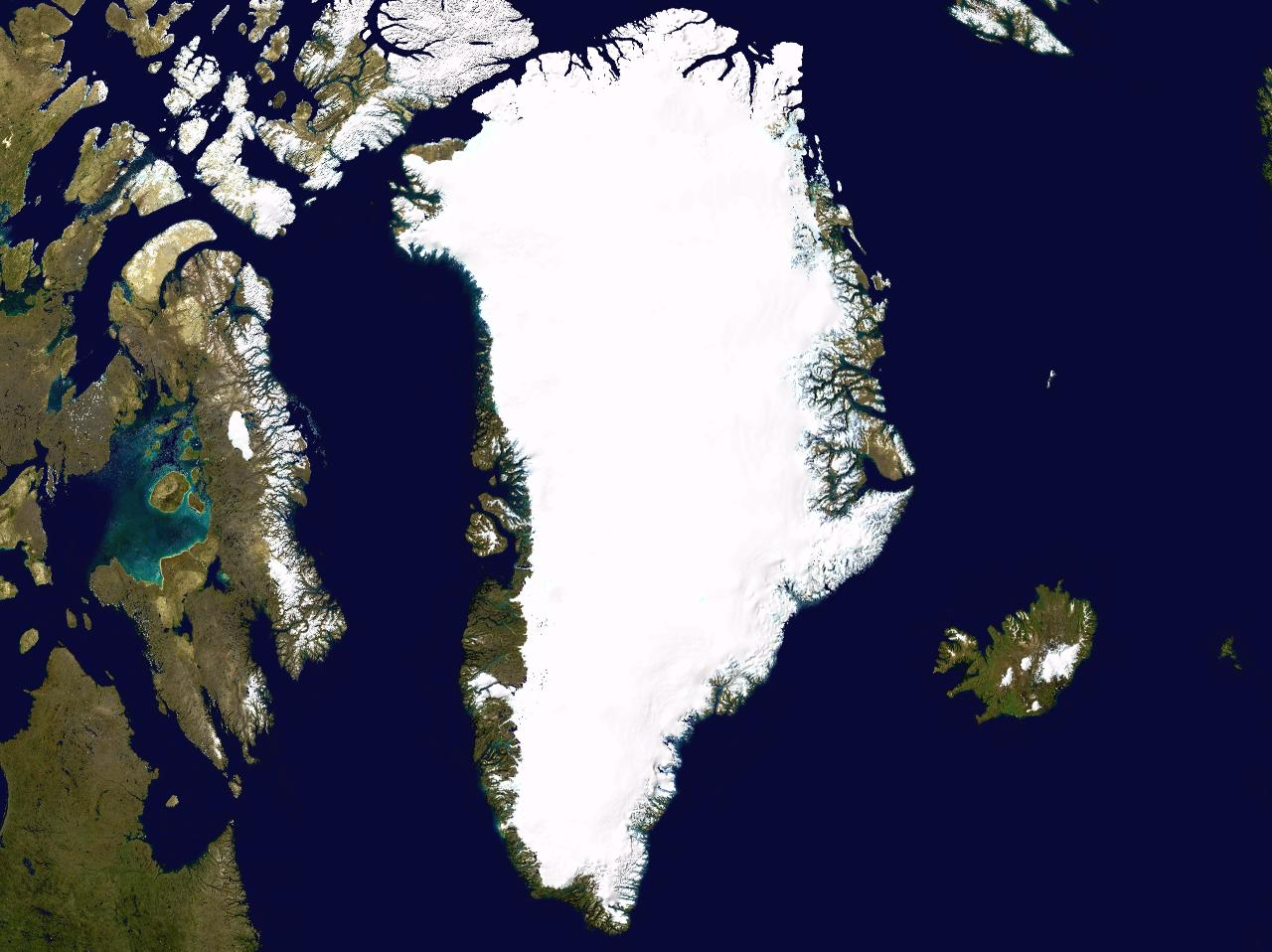
Image satellite du Groenland.

L'inlandsis du Groenland est un des reliquats dans l'hémisphère nord de la dernière glaciation. L'inlandsis s'est formé au pléistocène moyen et supérieur sur des terrains autrefois tempérés dont la partie centre-Sud était sillonnée de larges fleuves qui se déversaient dans la baie de Disko et dont les traces forment aujourd'hui des canaux sous la glace et des dépressions sous-marines. La glace la plus ancienne a 250 000 ans et est maintenue par l'accumulation annuelle de la neige qui compense les pertes par vêlage et fonte au niveau des marges.
Ses dimensions sont impressionnantes : 2 400 kilomètres de long et 1 000 kilomètres de large. Sa surface, relativement plate, est de 1 726 000 km2 et a une altitude moyenne de 2 135 mètres. La glace peut atteindre l'épaisseur de 3 000 mètres au centre de l'inlandsis, ceci représente un volume global de 2 000 000 km3 de glace, soit 10 % de l'eau douce à la surface du globe.
Dans cet intérieur glacé, le Gunnbjørn culmine à 3 700 mètres.

## Inlandsis de l'Antarctique

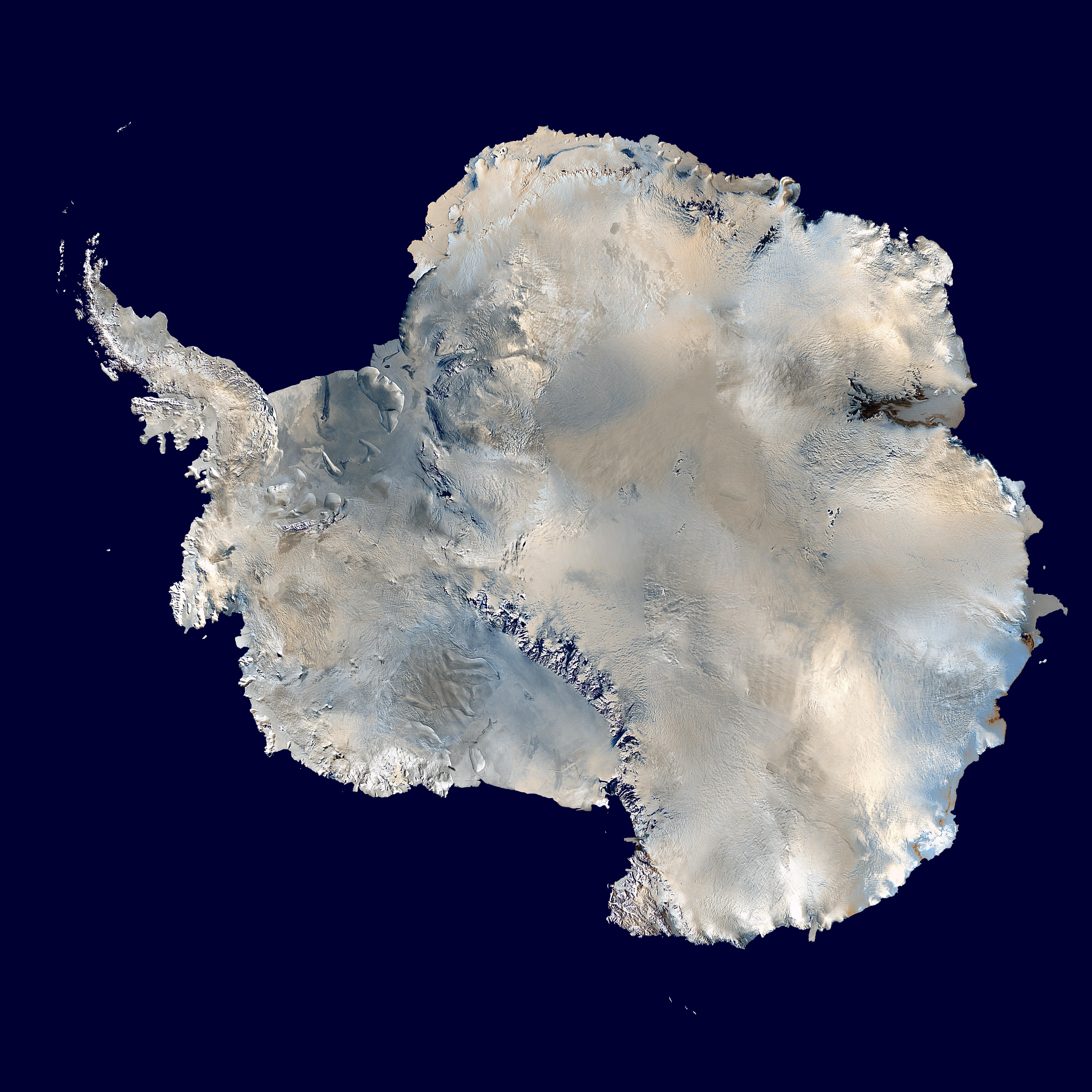
Image satellite de l'Antarctique.

L'inlandsis de l'Antarctique a une superficie de 14 000 000 km2, une épaisseur moyenne supérieure à 2 000 mètres et une altitude maximale de 4 000 mètres. Il se présente sous la forme d'un immense plateau de glace et de neige aux rebords abrupts donnant naissance aux plateformes de glace de Ross et de Filchner-Ronne. L'inlandsis de l'Antarctique est coupé en deux par une chaîne de montagnes (les monts Transantarctiques) séparant l'Antarctique oriental de l'Antarctique occidental.